# Liste der Naturdenkmale in Alpenrod
Die Liste der Naturdenkmale in Alpenrod nennt die im Gemeindegebiet von Alpenrod ausgewiesenen Naturdenkmale (Stand 13. Juni 2024).

## Ehemalige Naturdenkmale
| Nr. | Bezeichnung | Lage                                    | Beschreibung                                        | Bild            |
| --- | ----------- | --------------------------------------- | --------------------------------------------------- | --------------- |
|     | Kastanie    | Am Kirchplatz, westlich der Kirche Lage | Aesculus hippocastanum; Rechtsverordnung aufgehoben | Fotos hochladen |